# Roodeplaat Research Laboratories
Roodeplaat Research Laboratories (RRL) (afrikaans: Roodeplaat Navorsings Laboratoriums) war eine von vier Scheinfirmen, die von dem südafrikanischen Apartheidsregime gegründet wurde, um chemische und biologische Kampfstoffe zu entwickeln. Die anderen Firmen waren Delta G Scientific Company, Protechnik und Infladel.

## Gründung
RRL, wie die Forschungseinrichtung allgemein bekannt war, wurde im April 1982 im Rahmen des hochgeheimen Project Coast gegründet. Sie hatte ihren Sitz nördlich des Roodeplaat-Stausees bei Pretoria, neben einer landwirtschaftlichen Forschungsstation, um keine Aufmerksamkeit zu erregen. Daan Goosen war leitender Direktor bis 1986, als ihm wegen angeblichen Geheimnisverrats gekündigt wurde. Wynand Swanepoel, ein Zahnarzt der Spezialstreitkräfte, übernahm seinen Posten. Der Revisor Pierre Theron wurde vom damaligen Premierminister Pieter Willem Botha persönlich benannt. Alle vier Firmen unterstanden den südafrikanischen Streitkräften SADF und wurden u. a. von Wouter Basson, auch als Dr. Death („Dr. Tod“) bekannt, geleitet.

## Geheimauftrag
Zunächst sollten defensive chemische und biologische Kampfstoffe entwickelt und in Tierversuchen getestet werden, um die Streitkräfte besser zu schützen, die im Südafrikanischen Grenzkrieg in Namibia und Angola gegen SWAPO-Freiheitskämpfer bzw. die kommunistische MPLA kämpften. Sehr bald kam aber der Auftrag, auch offensive Kampfstoffe zu erforschen und tödliche Gifte zu entwickeln, die nicht in einer Autopsie nachweisbar wären. Die Labore waren erst 1985 voll einsatzbereit und einige hatten auch die biologische Schutzstufe 3. Erforscht wurden u. a. Brodifacoum, Paraoxon, Ionophor-Antibiotika und die Nervenkampfstoffe Sarin, Tabun und VX. 1987 wurde über eine Erweiterung des Forschungsbereichs diskutiert. Im Gespräch waren Produktionseinheiten für Milzbrand, Aflatoxine, Botulinumtoxin und Tetanustoxin, um nur einige zu nennen. Diese Pläne, einschließlich der Bau eines BSL-4-Labors, wurden aber nie realisiert.
Um den Schein zu wahren, betrieb RRL auch Auftragsforschung für den pharmazeutischen, landwirtschaftlichen und medizinischen Sektor. Ungefähr 15 Prozent der Projekte waren kommerzieller Art und einige Forschungsergebnisse wurden auch in Fachzeitschriften publiziert.

## Abwicklung
Als das Apartheidregime den Kontakt zum oppositionellen African National Congress und Nelson Mandela suchte, begann sich das Ende von Project Coast abzuzeichnen. Als Mandela 1990 in die Freiheit entlassen wurde, ordnete Frederik Willem de Klerk an, dass die Entwicklung tödlicher Substanzen sofort einzustellen sei. Später behauptete er, dass er erst Anfang 1993 über den vollen Umfang der Forschung und Entwicklung von RRL informiert worden sei.
Im April 1990 leitete Verteidigungsminister Magnus Malan auf Anweisungen von De Klerk die Privatisierung der Scheinfirmen ein. RRL wurde 1991 privatisiert und als einer der Teilhaber erhielt z. B. der ehemalige Direktor Wynand Swanepoel 4,5 Millionen Rand vom Staat, ein Vielfaches dessen, was er vor wenigen Jahren selber in die Firma investierte (ca. 50.000 Rand). Die Forschungseinrichtung ist nun Teil des Forschungsrats für Landwirtschaft, Agricultural Research Council.